# Paljevine (Ivanska)
Paljevine is een plaats in de gemeente Ivanska in de Kroatische provincie Bjelovar-Bilogora. De plaats telt 285 inwoners (2001).